# Enric Sopena
Enric Sopena Daganzo (Barcelona, 19 de noviembre de 1945 - Madrid, 7 de julio de 2024) fue un periodista español, director desde 2005 hasta 2017 del periódico digital elplural.com.

## Trayectoria

### 1966-1985:La Vanguardia,Diario de Barcelona
Licenciado en Periodismo por las universidades de Barcelona y Navarra, sus primeros pasos profesionales los dio en Radio Barcelona, de la Cadena SER. En 1966 se incorpora como redactor a La Vanguardia, donde permanece hasta 1974. Durante ese tiempo, concretamente en 1971, fue detenido por alegar secreto profesional cuando le interrogaban sobre una rueda de prensa de la Asamblea de Cataluña, entidad entonces en la clandestinidad. En esta etapa era miembro numerario del Opus Dei, a cuyo fundador, Escrivá de Balaguer, demostraba absoluto fervor en todos sus escritos periodísticos, un hecho que Enric Sopena nunca ha negado.
Entre 1974 y 1977 ejerció como redactor-jefe en el Diario de Barcelona, publicación que terminaría abandonando por discrepancias ideológicas con la nueva línea editorial marcada por la propiedad del periódico. 
Entra entonces en Radio España, donde dirige y presenta el espacio La nit. El 24 de febrero de 1983 es nombrado jefe de los servicios informativos de TVE en Cataluña, actividad que compagina con la presidencia de la Asociación de la Prensa en Barcelona.

### 1985-1986: director general de informativos de TVE
Diversos medios de comunicación han señalado[cita requerida] el perfil altamente político de Sopena y su adhesión partidaria al PSOE.
Claras muestras de ello son que: en enero de 1985, bajo el Gobierno socialista, el director general de RTVE José María Calviño lo nombra director de los servicios informativos de Televisión española, en sustitución de Enrique Vázquez, destituido el mes anterior. Tan sólo un mes después, el representante de la Minoría Catalana en el Consejo de Administración de RTVE solicitaba su cese por el contenido de un reportaje aparecido en el espacio En portada titulado La prensa diaria: anatomía de una crisis.
En junio de ese año, los representantes de Coalición Popular en la Comisión de Control a RTVE en el Parlamento, dimitieron como vocales en protesta por la emisión de un documental sobre la etapa de Manuel Fraga al frente del Ministerio de la Gobernación y en septiembre los populares llevaron al pleno del Congreso una moción solicitando el cese de Calviño y Sopena, acusándoles de ser tendenciosos.
Entre los escándalos políticos de la época[cita requerida] figura la polémica generada por la sobreimpresión de las siglas del PSOE en la repetición de los goles de Emilio Butragueño en el partido España-Dinamarca del mundial de fútbol de 1986, en el Telediario 2 del 19 de junio de 1986.
Además, durante ese tiempo propició la extensión horaria a la mañana de las emisiones de TVE, que comenzaron en enero de 1986 con un informativo de José Antonio Martínez Soler.
Sopena permanece en el puesto hasta el final de la legislatura, siendo destituido en octubre de 1986 por la nueva directora de RTVE Pilar Miró.

### 1986-1996: RNE y TVE-Cataluña
En 1987 se incorpora de nuevo al Diario de Barcelona, propiedad, en ese momento, del Grupo Zeta y en enero de 1988 asume el cargo de director.
Coincidiendo con la llegada de Luis Solana a la dirección de RTVE y la renovación de los cargos nombrados por Miró, Sopena es designado director de Radio Nacional de España, en febrero de 1989. Esa decisión fue duramente contestada por algunos representantes de Alianza Popular.
Un año después, en noviembre de 1990, es sustituido en el puesto por Fernando G. Delgado y pasa a ocupar el cargo de director del centro territorial de RTVE en Cataluña. Ocupa esa responsabilidad hasta 1996.

### 1996-2000: COM Ràdio
En diciembre de 1996 fue nombrado Director de COM Ràdio, una cadena que agrupa varias emisoras municipales catalanas y que conduce hasta su dimisión en junio de 2000. En esta misma emisora dirigió y presentó el espacio La tertúlia de la nit.

### Años 2000
Entre 2001 y 2004 participó en la mesa de tertulia política en Día a día, el programa matinal de María Teresa Campos en Telecinco. 
Desde 2004 hasta 2010 colaboró habitualmente en los programas de debate político 59 segundos y Los desayunos de TVE, ambos en Televisión española y entre 2007 y 2012, participó en los debates políticos en el programa de Telecinco La noria, presentado por Jordi González.
En septiembre de 2005 se pone al frente del periódico digital El Plural, denominado elplural.com - Periódico Digital Progresista. Tras cinco años como director, en 2010 se convierte también en propietario del diario.
En 2008 la justicia condenó a Sopena, a El Plural, a Corporate Communicator S.L y a los periodistas José María Garrido y Pascual Mogica a indemnizar a la AVT (Asociación Víctimas del Terrorismo) por intromisión ilegítima en el derecho al honor.
Estaba casado con la también periodista Margarita Sáenz Díez Trías, con la que tuvo tres hijos: Margarita, Miguel y Enric.

| Predecesor: Enrique Vázquez Domínguez | Director de los Servicios informativos de TVE 1985-1986 | Sucesor: Julio de Benito     |
| Predecesor: Agustí Farré              | Director de RNE 1989-1990                               | Sucesor: Fernando G. Delgado |